# Équipe d'Albanie féminine de football
Cet article traite de l'équipe féminine. Pour l'équipe masculine, voir Équipe d'Albanie de football.
Maillots
L'équipe d'Albanie féminine de football, créée en 2011, est l'équipe nationale qui représente l'Albanie en football féminin. Elle est constituée par une sélection de joueuses albanaises dirigée sous l'égide de la fédération albanaise de football (FSHF).
La sélection joue son premier match officiel le 5 mai 2011 contre la Macédoine.

## Classement FIFA
| Année              | 2011 | 2012 | 2013 | 2014 | 2015 | 2016 | 2017 | 2018 | 2019 | 2020 | 2021 | 2022 | 2023 | 2024 |
| ------------------ | ---- | ---- | ---- | ---- | ---- | ---- | ---- | ---- | ---- | ---- | ---- | ---- | ---- | ---- |
| Classement mondial | 136  | 131  | 59   | 75   | 81   | 72   | 71   | 78   | 77   | 70   | 76   | 73   | 73   | 73   |